# حسن إبراهيم حسن
حسن إبراهيم حسن (1892 - 1968) ، مؤرخ مصري، متخصص بالتاريخ الإسلامي،  كان مديرا لجامعة أسيوط، اشتغل أستاذًا للتاريخ والحضارة العربية الأسلامية في عدد من الجامعات العربية والعالمية، وافر الإنتاج في مجال التأليف التاريخي، أشهر كتبه تاريخ الإسلام السياسي والديني والثقافي والاجتماعي .

## ولادته ونشأته
ولد في مدينة طنطا من أسرة تنتمي إلى صعيد مصر عام 1892. وقد أدخله والده عام 1897 مدرسة طنطا الابتدائية. وقد بدأ حبه لمادة التاريخ منذ الدراسة المتوسطة فأقبل على كتب التاريخ في تلك الفترة فقرأ أول ماقرأ تاريخ الطبري و مفرج الكروب لابن واصل ومؤلفات المقريزي. وتخرج في الثانوية عام 1910 بتقدير متميز وكان مدرسوه يثنون على خلقه ودماثة طبعه.

## دراسته الجامعية
انتقل حسن إبراهيم حسن إلى القاهرة حيث التحق في عام 1910 بكلية الآداب قسم التاريخ في الجامعة المصرية حيث تخرج فيها بتقدير ممتاز عام 1915 وكان في السابعة عشرة من عمره.
وبدأ بتحضير رسالة الماجستير مختارًا شخصية عمرو بن العاص فاجتاز المناقشة بتفوق . 
اختارته الجامعة للابتعاث لتحضير الدكتوراه فسافر إلى مدينة لندن فوصلها عام 1920 بعد أن أصدر بمصر كتابه الأول عمرو بن العاص.
وقد اختار لرسالته للدكتوراه عنوان الفاطميون في مصر وأعمالهم السياسية والدينية بوجه خاص. وقد احتوت رسالته على تسعة أبواب وهي على النحو التالي: الفتح الفاطمي لمصر، الدعوة الفاطمية، سقوط الدولة الفاطمية، سياسة الفاطميين الداخلية، سياسة الفاطميين الخارجية، النظم الفاطمية، الحالة الاقتصادية، الحالة الاجتماعية، الخلفاء الفاطميون في مصر من المعز إلى الحافظ.
وكانت تلك الرسالة بداية عهد جديد للكتابة التاريخية من حيث استيفاء المراجع ودقة الملاحظة. فقد أسس لمدرسة جديدة في كتابة التاريخ الإسلامي يضني فيها الباحث بسعة الإطلاع ضمن منهج عقلاني دقيق بعيد عن العاطفة والانتقائية. وقد أشرف توماس أرنولد عليه باذلاً له النصح حتى كملت الرسالة. وكانت مناقشة الرسالة في6 سبتمبر عام 1928 بلجنة رأسها السير توماس أرنولد فنال حسن إبراهيم حسن الدكتوراه بدرجة ممتازة وقد كتب السير أرنولد عن المؤرخ الواعد إن الرسالة التي تقدم بها الدكتور حسن إبراهيم لنيل درجة الدكتوراه في جامعة لندن أكسبته أقصى مايمكن من اطراء الممتحنين ، الذين عدوها مجهودًا نادر النظير. ولاريب أن الرسالة تعتبر أعظم وثيقة ظهرت في هذا الموضوع إلى الآن وتتجلى فيها قدرة المؤلف العلمية ومنزلته الأدبية اللتان امتاز بهما في كل كتبه كما تظهر أحكامه السديدة بأجلى بيان في كشف كثير من المسائل الخفية المعقدة.

## منهجه
قفل الدكتور حسن إبراهيم حسن راجعا من لندن بعد ان انهى الدكتوراه فعين مدرسا للتاريخ الإسلامي في جامعة فؤاد الأول. 
أصدر في أكتوبر 1935 الجزء الأول من تاريخ الإسلام السياسي والديني والثقافي والاجتماعي. وقد تناول فيه تاريخ الإسلام من الهجرة النبوية إلى نهاية الدولة الأموية وقد تناول في كتابه أيضًا العرب قبل الإسلام والبعثة النبوية وأثر الإسلام في العرب وعصر الخلفاء الراشدين وعصر الدولة الاموية. وقد استقبله الكتاب من أمثال عبد الحميد العبادي ومحمود أبو رية ومحمود حسن زناتي ومحمد جاد المولى وزكي مبارك بسيل واسع من الدراسات والردود. وقد أخذ عليه البعض إكثاره من الاعتماد على كتب الغربيين وشططه بعض الأحيان في الحكم على الشخصيات التاريخية .
اشترك الدكتور حسن إبراهيم حسن مع أخيه علي عام 1939 في تأليف كتاب النظم الإسلامية وهو كتاب يبحث في النظم السياسية والإدارية والقضائية وفي نظام الرق عند المسلمين في كل العصور. وموضوع النظم الإسلامية موضوع لم يقصد لبحثه إلا القليل من الفقهاء والمؤرخين مع ماله من أهمية وخطر. وعلى أن هذا الموضوع ليس في الواقع بجديد. فان أبو الحسن الماوردي المتوفى سنة 450 هـ يعد في طليعة المؤلفين الذين كتبوا عن النظم الإسلامية وكتابه الأحكام السلطانية أول ماكتب بالعربية في ذلك المضمار، وإن للغموض الذي يحيط باسلوب الماوردي ما يرفع من شأن ماكتبه المتأخرون من أمثال ابن طباطبا الذي ألف كتابه الفخري في الآداب السلطانية ويمتاز كتابه بسهولة أسلوبه وامتاع عباراته وممن كتب في النظم الإسلامية ابن خلدون ولكن يأخذ البعض على أسلوبه شيئاً من الركاكة.

## قالوا فيه
- يقول إبراهيم العلاف إن «حسن إبراهيم حسن» رفض الالتزام بمدرسة واحدة "وأخذ بتعدد المدارس المختلفة في التفسير وإعادة تشكيل الأحداث كما وقعت، والتزام الحياد والموضوعية وعدم التركيز على الجوانب السياسية في التأريخ، بل تناول الجوانب الاقتصادية والاجتماعية والثقافية، فجاءت كتبه ودراساته رصينة وعلمية. ومن هنا دعي ليحاضر في أمهات الجامعات العربية والعالمية".[3] "

- وصف جمال الدين الكيلاني المؤرخ حسن إبراهيم حسن«ب»طبري «العصر الحديث، لمكانته العلمية بين المؤرخين المحدثين».[4]

- قال هشام جعيط تتسم كتابات «حسن إبراهيم حسن» بالرصانة والموضوعية والشمول معا وتتجلى هذه الصفات مجتمعة في كتابه، تاريخ الإسلام السياسي والديني والثقافي والاجتماعي والذي لا غنى عنه للمؤرخ المعاصر.[5]

## كتبه
ألف العديد من الكتب في التاريخ منها:
1. تاريخ الإسلام السياسي والديني والثقافي والإجتماعي
2. النظم الإسلامية: بالاشتراك مع (شقيقه) علي إبراهيم حسن.
3. تاريخ عمرو بن العاص.
4. الفاطميون في مصر.
5. انتشار الإسلام في القارة الأفريقية.
6. زعماء الإسلام: تراجم واحد وثلاثين من زعماء المسلمين من البعثة النبوية إلى اخر العصر الاموى.
7. مصر الإسلامية.
8. عبيد الله المهدي.
9. اليمن البلاد السعيدة.
10. المعز الفاطمي.
11. تاريخ العصور الوسطى في الشرق والغرب.
12. تاريخ الدولة الفاطمية: في المغرب ومصر وسوريا وبلاد العرب.[2]

## ترجماته
من أهم الكتب الي ترجمها:
1. السيادة العربية تأليف «فان فلوتن».
2. اوراق البردي تأليف جروهمان.
3. الدعوة إلى الإسلام تأليف السير توماس أرنولد.
4. تاريخ القاهرة، تأليف ستانلي لين بول.[6]

## مقدماته
كتب مقدمات لكتب عديدة منها:
1. مقدمة كتاب: محنة الإسلام الكبرى أو زوال الخلافة على يد المغول، للدكتور مصطفى طه بدر.
2. مقدمة كتاب: العالم الإسلامي قبيل الاحتلال المغول، للدكتور حافظ أحمد حمدي.[6]

## سفراته
واستدعت وزارة المعارف العراقية عام1940 الدكتور حسن إبراهيم حسن لتدريس مادة التاريخ بجامعة بغداد فلبى الدعوة وأقام في بغداد بين عامي 1940 ـ1944 حيث عاصر ثورة رشيد عالي الكيلاني. وتعرف في تلك الفترة على كثير من الأدباء والمؤرخين ومنهم محمد باقر الشبيبي وزير المعارف. ورجع إلى مصر حيث عين مديرا لجامعة أسيوط فمديرا لجامعة الملك فؤاد فكان الإداري الناجح والصدر الحنون والأستاذ النزيه.
وقام الدكتور حسن بتدريس التاريخ بجامعة بنسلفانيا بين عامي1951 ـ1953 
واتبع ذلك بتدريس التاريخ عام1958 بجامعة الرباط. وتابع بعد ذلك إصدار الجزء الثاني والثالث من تاريخ الإسلام.

## مؤلفاته وآراؤه
وأخرج الدكتور حسن إبراهيم حسن عام1947 ترجمة لكتاب استاذه توماس أرنولد الدعوة إلي الإسلام بالتعاون مع عبد المجيد عابدين وإسماعيل النحراوي. 
وفي نفس العام أصدر كتابه عن الزعيم الفاطمي عبيدالله المهدي مؤسس الدولة الفاطمية في المغرب مع الدكتور طه أحمد شرف. 
وكان الدكتور حسن إبراهيم حسن قد تعرض للزعيم الفاطمي قبل أعوام من كتابه على صفحات مجلة الرسالة حيث قال عنه: عبيد الله المهدي من الرجال الدين لايجود بهم الدهر إلا نادرا فقد استطاع بفضل ما أوتيه من قوة الشخصية وماجبل عليه من الصفات العالية، أن يحقق ماعقده عليه جماعته من آمال بعيده في توطيد دعائم مذهبهم في كثير من أرجاء العالم الإسلامي كما استطاع أن يقلق بال الدولة العباسية كان ذلك كان راجعا إلي الصفات التي تحلي بها عبيد الله المهدي فقد امتاز بالصبر، ومن أهم صفاته الجود فكان ينفق عن سعة ولم يكن ذلك راجعا إلي ماله بل لأنه كان جوادا بطبعه وقد استطاع بفضل جهاده أن يجذب إليه أهل سلمية وعمالها حتي لهجت الألسن بالثناء عليه. وكان وسيما جميل المنظر قوي الساعد شديد البطش قويا معروفا بذلك منذ حداثة سنه. فهذه الصفات وغيرها تدل علي أن المهدي كان جديرا بالزعامة.

### كتابه تاريخ الإسلام
كان في كل كتاباته ينتهج المنهج التاريخي العلمي وخاصة في العودة إلى المصادر الاصلية ومقارنتها مع بعضها، والتهميش، والتنصيص والتحليل والتفسير ودون الالتزام بمدرسة واحدة وانما الاخذ بتعدد المدارس المختلفة في التفسير، واعادة تشكيل الاحداث كما وقعت، والتزام الحياد، والموضوعية وعدم التركيز على الجوانب السياسية في الملية التاريخية بل تناول الجوانب الاقتصادية والاجتماعية والثقافية فجاءت كتبه ودراساته رصينة وعلمية.ومن هنا فقد دعي ليحاضر في امهات الجامعات العربية والعالمية.
في الجزء الأول من كتابه:«تاريخ الإسلام السياسي والديني والثقافي والاجتماعي».. يتناول تاريخ الدولة العربية الإسلامية في الشرق ومصر والمغرب والاندلس من 1-132 هجرية =622-749 ميلادية.
في الجزء الثاني يتناول تاريخ الدولة العربية الإسلامية في العصر العباسي الأول في الشرق ومصر والمغرب والاندلس من 132-232هجرية = 749- 847 ميلادية.
في الجزء الثالث يتناول تاريخ الدولة العربية الإسلامية في العصر العباسي الثاني في الشرق ومصر والمغرب والاندلس من 323-447 هجرية = 847-1055 ميلادية.
في الجزء الرابع يتناول تاريخ الدولة العربية الإسلامية في العصر العباسي الثاني في الشرق ومصر والمغرب والاندلس 447-656 هجرية = 1055-1258 ميلادية.
ظهرت الطبعة الأولى من هذا الكتاب- الموسوعة في شهر أكتوبر –تشرين الأول سنة 1935 في خمسة ابواب تبحث في تاريخ العرب قبل الإسلام والبعثة النبوية والخلفاء الراشدين والدولة الاموية والحضارة العربية في عهد الخلفاء الراشدين والامويين، وبدأ المؤلف بتطوير الكتاب وادخال الاضافات اليه ووقف عند الإسلام في الصين والسند والمغرب والاندلس وترجم للخلفاء وتناول الفتوحات والحركات السياسية والدينية واحوال الثقافة والفنون والعلوم وذيل الكتاب بفهارس مهمة تسهل الرجوع إلى مباحثه وقد ترجم الكتاب إلى اللغة الأردية وإلى اللغة الإنجليزية.

### كتابه عن الدولة الفاطمية
وأخرج الدكتور حسن إبراهيم حسن عام 1948 كتابه المعز لدين الله الفاطمي والذي حاول الفاطميون في عهده أن يتخذوا من جزيرتي صقلية واقريطش قنطرة يعبرون منها إلى إيطاليا شمالا وإلى مصر والشام شرقا. وكان لنظم الحكم الدقيقة التي سار عليها المعز لدين الله الفاطمي اثر بعيد في رقي بلاده ولاغرو فقد كان يمثل الحاكم المستنير الذي يجمع في يده السلطات كلها ولكنه يسعى دائما لاسعاد شعبه ويعتبر الحكم أمانة من الله ائتمنه عليها. وأن مدينة القاهرة المعزية ـ التي تعد الآن ولله الحمد من امهات مدن الشرق ـ مع الجامع الأزهر ـ أقدم جامعة في العالم ـ ليدينان بوجودهما إلى المعز لدين الله الفاطمي. وقد تحدث الدكتورحسن إبراهيم حسن عن فتح مصر على يد المعز بتفصيل رائع واسع وتحدث عن نظم الحكم في عهده ثم تناول الفن والثقافة وأهم المظاهر الاجتماعية ويعتبر كتابه عن المعز أهم ماكتب عن الرجل.

## تلامذته
وقد ترك عددا من تلامذته الذين أصبحوا اعلاما في الكتابة التاريخية من أمثال، جمال الدين الشيال ومحمد جمال الدين سرور وسيدة إسماعيل كاشف وطه احمد شرف وزكي محمد حسن وعطية مشرفه وحسن سليمان محمود وسعيد عبد الفتاح عاشور وعماد عبد السلام رؤوف.

## وفاته
وفي عام1968 توقف قلم المؤرخ الكبير بوفاته رحمه الله تاركا الجزء الرابع من تاريخ الإسلام مخطوطا كاملا حيث صدر بعد وفاته بسنوات. والذي نشر بعد وفاته.